# Sapna
Sapna es un municipio y localidad de Bosnia y Herzegovina. Se encuentra en el cantón de Tuzla, dentro del territorio de la Federación de Bosnia y Herzegovina. La capital del municipio de Sapna es la localidad homónima.

## Localidades
El municipio de Sapna se encuentra subdividido en las siguientes localidades:
- Baljkovica (en parte).
- Donji Zaseok.
- Goduš.
- Kobilići.
- Kovačevići.
- Kraljevići.
- Međeđa.
- Nezuk (en parte).
- Rastošnica.
- Sapna.
- Skakovica-Rožanj.
- Vitinica (en parte).
- Zaseok (en parte).
- Žuje-Šarci.

## Demografía
En el año 2009 la población del municipio de Sapna era de 12 935 habitantes. La superficie del municipio es de 118 kilómetros cuadrados, con lo que la densidad de población era de 110 habitantes por kilómetro cuadrado.